# 解憂〜西域に嫁いだ姫君〜
『解憂〜西域に嫁いだ姫君〜』（かいゆう さいいきにとついだひめぎみ、原題：解忧公主）は、2016年の中国のテレビドラマ。

## 概要
前漢の時代、烏孫へ嫁いだ実在の姫・解憂公主を主人公とした中国歴史ドラマ。
日本語字幕翻訳は箭子喜美江ら。

## あらすじ
前漢の太初年間、漢の武帝は国の統治に力を注ぎ漢帝国の最盛期を築き上げた。この時代、北に勢力を張る匈奴は漢としのぎを削る存在だった。烏孫は西域に位置する強国で、東西を結ぶ要所を支配。漢と匈奴の両国から国交を望まれ、烏孫は難しい立場に置かれていた。
元封6年、漢は烏孫との和親策として細君公主を烏孫に嫁がせた。5年後、公主が急病にて逝去。漢と烏孫の同盟関係に危機が訪れた。細君の死後、烏孫の君主の軍須靡は、関係維持のため新たな縁組を求めて、自身の従弟の翁帰を漢へ派遣する。

## 主題歌
- 彼岸花（オープニング）[1]

歌詞：段思思、作曲：譚旋、歌：何潔、蘇醒
- 極光（エンディング）[2]

歌詞：段思思、作曲：陳思同、譚旋、歌：畢書盡
- 彭城（エンディング）[3]

歌詞：李朝潤、作曲：張昭、歌：韓磊

## 登場人物・出演者
- 解憂（中国語版）：張歆藝(チャン・シンイー)（中国語版）(配音:張静)

父親の劉戊は呉王の乱に加担した罪で流刑に処される。
2歳のとき孤児だったところを江湖の旅芸人一座に拾われ、20歳まで育つ。首にかけていた札から名は判明したものの姓はわからず、持っていた玉佩を家族の手がかりとして大切にしていた。
一座に逃げ込んできた翁帰と惹かれ合うが、翁帰が漢の宮廷に参内していた期間に出自が判明して叔父のいる楚王府に迎えられ、一座へ戻った翁帰と入れ違いになる形で別れてしまう。
当意即妙かつ肝の座った性格を武帝に見込まれ、漢から烏孫の君主へ嫁ぐ和親公主とされる。輿入れの道中で、烏孫から和親公主を迎える使者として派遣された翁帰と再会する。
- 翁帰（中国語版）：袁弘(ユエン・ホン)(配音:陳浩（中国語版）)

烏孫の王族で左大将。烏孫国内では親漢派として知られ武名も高いが、いらぬ警戒を避けるため、基本的には酒と女を愛する奔放な男を装っている。オオカミの群れと親しいと思われる描写がある。泳げない。
細君公主の死後、使者として漢へ赴く途上で匈奴の刺客に襲われ負傷し、解憂のいた旅芸人一座へ逃げ込んだ。刺客の目を逃れるため、そのまま身分を隠して一座と共に長安へむかう。解憂と惹かれ合い、烏孫へ妻として連れ帰るつもりでいたが、上述の経緯で解憂と離れてしまう。
解憂が烏孫へ輿入れしてからは、許されない恋情に苦悩する。解憂のために、君命に背く、負傷した身で無理をする、街で揉め事を起こすなど、たびたび直情的な行動に出、父の大禄を心配させる。
- 軍須靡（中国語版）：袁文康(ユエン・ウェンカン)（中国語版）(配音:王秋明)

烏孫の昆弥（君主号）。翁帰の従兄で解憂の夫。漢と匈奴との間で緊張の絶えない立場にあり、注意深く常に警戒を怠らない。猜疑心が強く、親族である翁帰のことも完全には信用していない。解憂や胡姑に対しても、真意をはかるような言動や試すような言動が見られる。脅されることを嫌う。
細君公主に対しては心からの愛情を抱いていたようで、その死に大きな衝撃を受けた。
- 胡姑：張一鸞（中国語版）

匈奴一の美女で翁帰や軍須靡とは幼なじみ。解憂と同時期に輿入れし、左夫人（第一夫人）となる。匈奴の単于（君主号）の養女。漢については『家族の仇』という発言がある。
- 淮天沙：劉冠翔(リウ・グァンシャン)（中国語版）(配音:辺江（中国語版）)

解憂の叔父である楚王の側近の武将で、解憂の護衛となる。解憂の父親同様、淮天沙の父親も呉王の乱に加担した罪で処刑されている。解憂に想いを寄せる。
- 阿彩：楊懿

元は解憂と共に暮らす旅芸人一座の看板娘だったが、和親公主となった解憂の侍女となる。宮廷経験が無く迂闊なところがあり、胡姑に目をつけられてたびたび利用されてしまう。翁帰に思いを寄せている。
- 馮嫽（中国語版）：葉青(イエ・チン)（中国語版）

西域の女商人で、和親公主として烏孫に向かう解憂一行と遭遇し親しくなる。武術の心得があり世渡りがうまく、烏孫では闇市にも出入りしている。淮天沙を気に入る。
- 細君公主：丁雅麗

漢から烏孫へ嫁いだ和親公主で、和親公主としては解憂の先代にあたる。軍須靡の右夫人（第二夫人）で寵愛されていたが、輿入れの５年後に謎の死を遂げてしまう（第1話）。
- 太后：李小燕

軍須靡の母。鷹揚な母后として解憂と胡姑に接するが、特に母国の思惑を背負っている和親公主たちの言動には油断なく目を光らせており、夫人間の均衡を保つため折々に介入もする。細君公主の生前からこうした考え方は一貫していたようで、彼女を寵愛しすぎていたと息子をたしなめる描写がある。わかりやすい胡姑と比べ、解憂は真意が読めないとして警戒する。
- 大禄（中国語版）：徐敏

翁帰の父で軍須靡の叔父。先代の昆弥・猟驕靡が亡くなったさい、軍須靡を推す太后との後継者争いで負けている。解憂のために自分の首を絞めるような行動をする息子を案じており、解憂をあまり良く思っていない。
- 長山翕侯：武強

烏孫の武官。親匈奴派。胡姑と組み様々な策を巡らせる。翁帰との対立は、烏孫宮廷では知られている。
- 阿伊臘：陸綺蔚

長山翕侯の妹。親漢派。生前の細君公主と親しくしており、解憂とも親しくなる。翁帰を『蒼い小狼(小蒼狼)』と呼び、想いを寄せる。
- 雲古特：曲双双（中国語版）

軍須靡の夫人。父は烏孫の老臣で、親漢でも親匈奴でもない中立派だが力はない。解憂と胡姑が輿入れする以前からの夫人だが、和親公主（王女）より夫人としての位は低い。太后からは『和親公主を牽制するための駒』と見られている。流産を繰り返している。
- 那林羽侯：黄達

雲古特の弟で烏孫の将軍。漢の援軍として烏孫が大宛討伐に加わった際、胡姑の陰謀により物質の輸送を遅らせる。解憂の口添えで処罰を免れると、漢派の将軍として最後まで戦う。
- 安索克：楊軼

烏孫の右大将。親漢でも親匈奴でもない中立派。華々しい武功は無いものの、『負けはしない』将軍としてうまく立ち回っている。馮嫽に一目惚れをする。
- 義妁（中国語版）：趙慧仙

明代の談允賢と共に中国四大女医と並び称されている漢代の医官で、解憂が烏孫に輿入れする際に同行する。解憂に鍼治療の手ほどきをする。
- 塔娜：陳小紜（中国語版）

翁帰が入り浸る妓楼の妓女。
- 西女：佟月

細君公主の侍女。医術の心得がある。
- 座長：李洋

阿彩の父親で旅芸人一座の座長。赤子の解憂を拾い育てる。
- 単于：徐冲

匈奴の君主。娘を漢の将軍・李陵に嫁がせる。
- 右谷蠡王：孫晨

匈奴の将軍。物語終盤の『匈奴との決戦』で匈奴軍を指揮する。
- 義律：喬磊

匈奴の将軍。旅芸人時代の解憂と面識がある。
- 皇帝・劉徹：于波(ユー・ボー)（中国語版）

前漢の第7代皇帝・武帝。
- 李陵：劉冠成

辺境を警備する将軍。解憂の玉佩を見て、長安の楚王府に繋いだ人物。後に4千の兵で匈奴軍8万と戦うも、力尽きて投降する。
- 張翁：戦斗

漢の大臣で車騎将軍。
- 司馬遷：田牧宸

漢の史家。和親公主となる解憂の教育を担当する。
- 李広利：賈梓

漢の弐師将軍。妹は武帝の寵妃・李夫人。
- 李哆：王徳楓

李広利と共に大宛討伐に出征した漢の将軍。
- 趙始成：梁海東

李広利と共に大宛討伐に出征した漢の将軍。物語終盤の『匈奴との決戦』では、援軍として漢から５千の兵を引き連れて烏孫に来る。

## 各話タイトル
- 第1話 砂漠での出会い
- 第2話 玉佩と砂嵐
- 第3話 夫婦の誓い
- 第4話 楚王府の宴
- 第5話 和親公主選び
- 第6話 逆らえない運命
- 第7話 旅立ちの日
- 第8話 草原の逃避行
- 第9話 和親公主の決意
- 第10話 駆け引きの始まり
- 第11話 婚礼
- 第12話 2人の夫人
- 第13話 触れてはならぬ人
- 第14話 太后の病
- 第15話 鍼治療
- 第16話 冷宮の両夫人
- 第17話 辺境の後任人事
- 第18話 翁帰の急変
- 第19話 忘れる努力
- 第20話 匈奴からの招待
- 第21話 昆弥の本心
- 第22話 伏せられた懐妊
- 第23話 疑念
- 第24話 流言の罠
- 第25話 小さな命の危機
- 第26話 出兵要求
- 第27話 窮地の前線
- 第28話 昆弥の出陣
- 第29話 解毒薬
- 第30話 別れの抱擁
- 第31話 新婦の苦悩
- 第32話 胡姑の懐妊
- 第33話 出自の暴露
- 第34話 囚われた座長
- 第35話 罠に次ぐ罠
- 第36話 悲運の将軍
- 第37話 翁帰の謀反
- 第38話 説得
- 第39話 禁断の問い
- 第40話 身代わり
- 第41話 王子誕生
- 第42話 謀りの譲位
- 第43話 共闘
- 第44話 匈奴との決戦
- 第45話 烏孫の宝